# Bucht von San Pablo

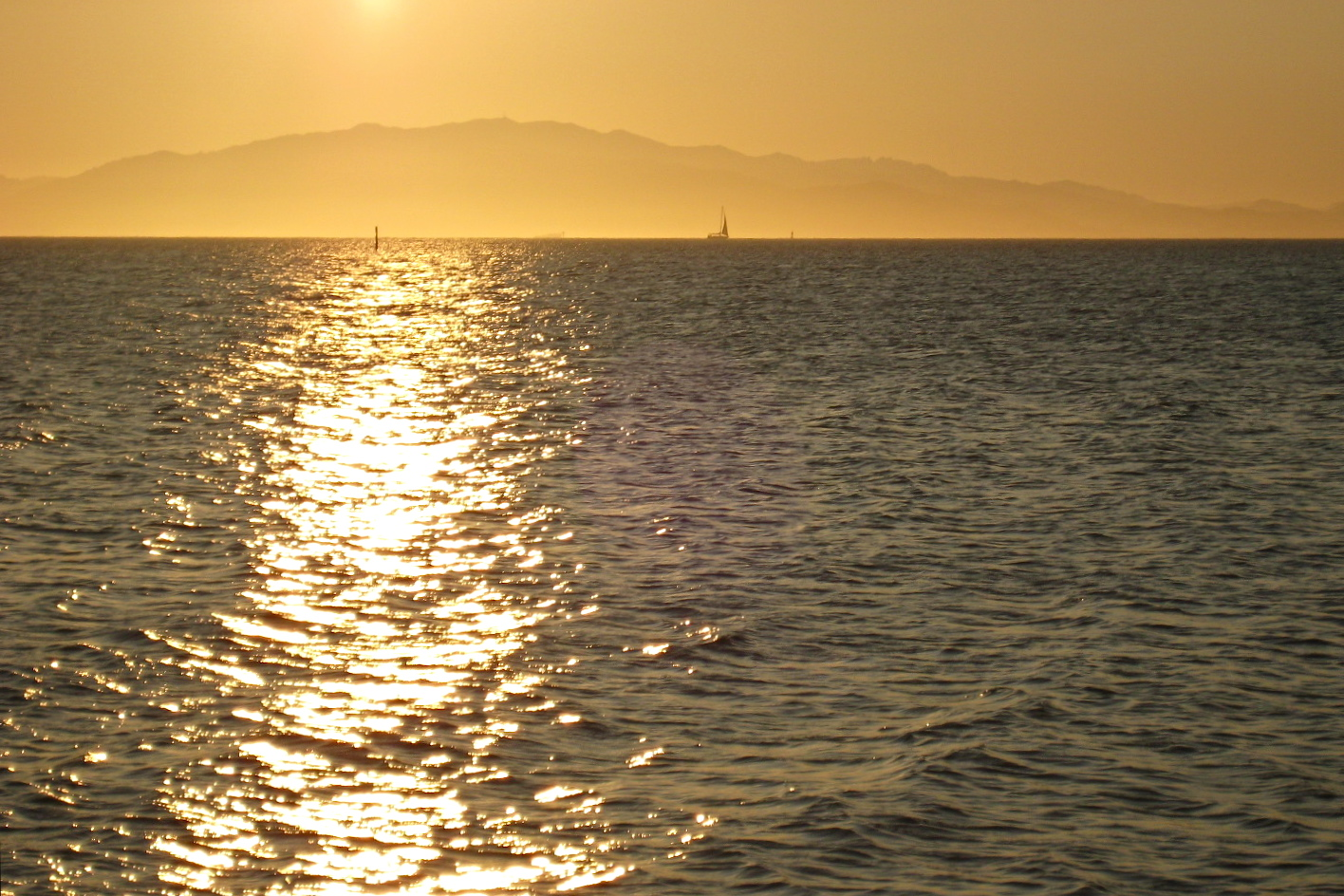
Die Bucht von San Pablo bei Sonnenuntergang

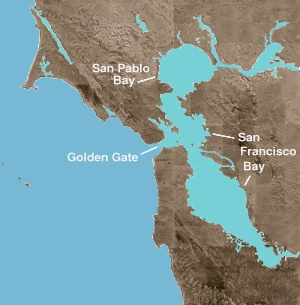
Karte der Buchten von San Francisco und San Pablo sowie das Golden Gate

Die Bucht von San Pablo (engl.: San Pablo Bay) ist eine Meeresbucht im US-Bundesstaat Kalifornien. Sie umfasst etwa 240 km² und geht etwa in Höhe der Städte San Pablo, nach der sie benannt ist, und San Rafael südwärts in die Bucht von San Francisco über, wo der Meereszufluss des Pazifik über das Golden Gate erfolgt. In östlicher Richtung ist sie über die Carquinez-Straße mit der Suisun-Bucht verbunden, in die unter anderem der Sacramento River, Kaliforniens längster Fluss, mündet.
Die starken Meereseinflüsse sorgen in der Region für ein relativ ausgeglichenes Klima mit milden Wintermonaten, in denen Zugvögel Zuflucht in den Buchten von San Pablo und San Francisco finden. Nicht urbanisierte Gebiete entlang des Meerbusens sind geprägt von salzhaltigen Sümpfen und morastigen Böden. Zahlreiche gefährdete Tierarten haben sich in die Bucht von San Pablo zurückgezogen. 
Große Teile des nördlichen Ufers der Bucht stehen unter Naturschutz. An den Küsten gibt es vereinzelt auch Strände sowie kleinere Ankerplätze für Boote.

## Weblinks

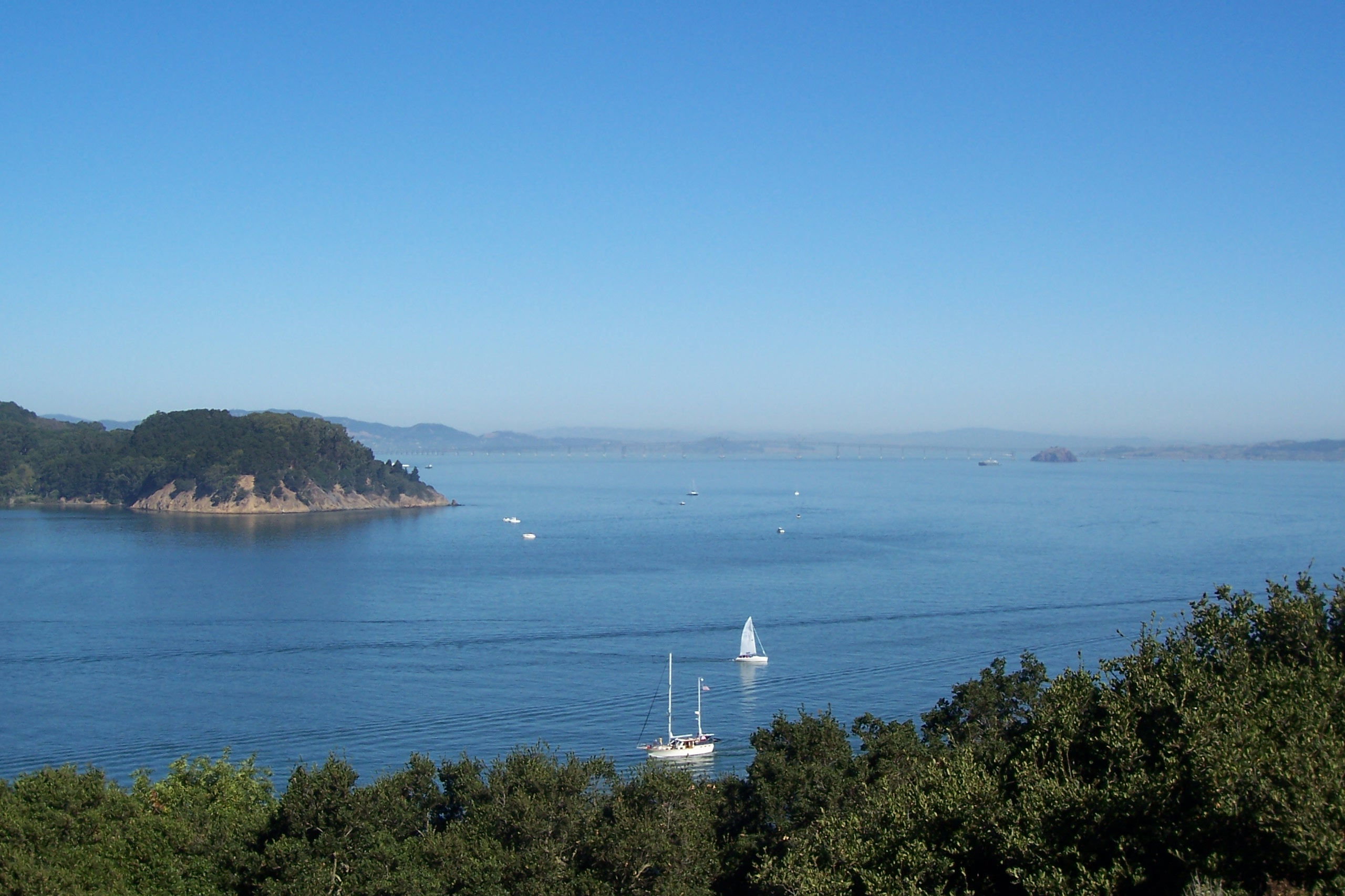
Blick über einen Abschnitt der San Pablo Bay